# Kulcsár J. Géza
Kulcsár J. Géza (Balázsfalva, 1918. július 22. – Kolozsvár, 1974. június 19.) vegyészmérnök, kémiai szakíró.

## Életútja
A kolozsvári Piarista Főgimnáziumban érettségizett (1936), a brnói német műegyetemen szerzett vegyészmérnöki oklevelet (1940). Ugyanott, majd a prágai német egyetemen tanársegéd (1942–45). Pályáját a Bolyai Tudományegyetemen folytatta, 1951-től előadótanár. A kémiai technológiai tanszék vezetője, tíz éven át alelnöke a Mérnökök és Technikusok Országos Egyesülete kolozsvári fiókjának.
A kolozsvári Studii și Cercetări Științifice, Studii și Cercetări de Chimie, Studia Universitatis Babeș-Bolyai s a bukaresti Revue Roumaine de Chimie hasábjain megjelent tudományos dolgozatai az öntvények kéntelenítésével, a szilíciumkarbid vizsgálatával, a hidrogén-klór égésmechanizmusának kutatásával, valamint a gázmérő és szabályozó szerkezetek, berendezések kidolgozásával foglalkoztak.
Nevelői tevékenysége alapján egy kolozsvári alkalmazott-kémiai iskola megalapítói közé sorolják. Mint atléta többször volt országos bajnok.

## Munkái
- Szerves kémiai technológia (egyetemi tankönyv, Kolozsvár, 1948);
- Kémiai technológia (egyetemi tankönyv, Kolozsvár, 1953);
- Tehnologia chimică generală (egyetemi tankönyv társszerzésben I. V. Nicolescuval és V. Ababival, 1960).